# Vourvoura
Vourvoura este un oraș în Grecia în prefectura Arcadia.